# Drew McIntyre
Andrew Galloway (* 6. června 1985) je skotský profesionální zápasník, znám jako Drew McIntyre, ale i pod jménem Drew Galloway, se kterým působil na Indy scéně. McIntyre nyní pracuje pro společnost WWE v show SmackDown.

## Profesionální wrestling

### 2009 - 2011
S wrestlingem začal již v 15 letech, v British Championship Wrestling. V roce 2007 podepsal kontrakt s WWE a byl poslán do vývojového střediska Florida Championship Wrestling (FCW). 28.8.2009 debutoval v TV Show SmackDown, když napadl R-Trutha a započal s ním feud. Feud vyvrcholil zápasem na pay-per-view Hell in a Cell. Poté McIntyre započal krátký feud s Finlayem. McIntyre byl také účastníkem Traditional Survivor Series Elimination zápasu na pay-per-view Survivor Series, kde byl ve vítězném týmu The Mize. McIntyre eliminoval Evana Bourne a Matta Hardyho a spolu s The Mizem a Sheamusem nebyli jako jediní eliminování, čímž vyhráli tento zápas. Po tomto velkém vítězství začal feud s Johnem Morrisonem, který byl v tu chvíli držitelem WWE Intercontinental Championship. Tento titul od něj McIntyre později získal.
V roce 2010 byl Tag Team Champion s Codym Rhodesem.

### 3MB (2012 - 2013)
V této době se McIntyre vyskytoval v TV Shows jen málokdy, ale účinkoval v zápase Team Raw vs Team Smackdown na WrestleManii 28, kde jeho tým vyhrál. 23. září vytvořil team Three Man Band (3MB), kde krom jeho byli ještě Heath Slater a Jinder Mahal. Zprvu byl McIntyre pouze manažerem tohoto týmu, jelikož kvůli zranění zápěstí nemohl zápasit. Do ringu se vrátil 7. prosince, kdy 3MB porazili tým The Usos a Broduse Claye. Po této výhře následovala dlouhé série proher a z 3MB se stali jobbeři. 12. června 2014 byl McIntyre propuštěn z WWE, v zápasení ovšem pokračoval na nezávislé scéně, kde později dosáhl mnoha úspěchů.

### Návrat do WWE - NXT (2017)
Během show NXT TakeOver: Orlando 1. dubna 2017 byl McIntyre spatřen kamerami v publiku při zápase Bobby Roode vs Shinsuke Nakamura. Později toho večera McIntyre potvrdil, že podepsal nový kontrakt s WWE a bude působit ve vývojovém středisku NXT. 12. dubna se McIntyre téměř po třech letech vrátil do ringu WWE jako face (kladný) wrestler s novou nástupní hudbou a změněnou image. 19. června se McIntyre stal hlavním vyzyvatelem o NXT Championship, který měl v držení Bobby Roode. Tento titul nakonec na show NXT TakeOver: Brooklyn III získal, ihned byl však napaden debutujícím Adamem Colem, se kterým následně započal feud. Titul McIntyre ztratil až při jeho první prohře v NXT 18. listopadu proti Andrade Almasovi. Během tohoto zápasu se také zranil a několik měsíců nezápasil.

### Hlavní roster (2018-nyní)
McIntyre po vyléčení zranění ihned zamířil do hlavního rosteru, konkrétně do show WWE Raw, jako heel (záporný) wrestler, když společně s Dolphem Zigglerem napadl tým Titus Worldwide. Z McIntyra a Zigglera se stal tým a hned 18. června McIntyre pomohl Zigglerovi získat Intercontinental Championship od Setha Rollinse, se kterým tímto započali feud. 27. srpna se k týmu McIntyra a Zigglera přidal Braun Strowman a společně začali feud proti týmu The Shield, tvořený Rollinsem, Romanem Reignsem a Deanem Ambrosem. Tým se Strowmanem však dlouho nevydržel, což vyústilo v napadání se Strowmana a McIntyra navzájem. 3. září McIntyre a Ziggler porazili šampiony Bo Dallase a Curtise Axela a získali tak Tag Team tituly, o které je později, 23. října, připravili Rollins a Ambrose. 5. listopadu McIntyre první napadl Finna Bálora a později dominantním způsobem porazil generálního manažera show Raw Kurta Angleho po použití Angleho vlastního zakončovacího chvatu Ankle Lock. 
V roce 2020 McIntyre vyhrál mužský Royal Rumble zápas, a získal tak zápas na WrestleManii 36, kde porazil Brocka Lesnara a vyhrál tak svůj první WWE Championship. V roce 2024 začal spor mezi ním a vracejícím se CM Punkem, tento spor měl také společně se World Heavyweight šampionem Sethem Rollinsem, se kterým nakonec díky výhře na Elimination Chamberu 2024 v Austrálii, měl zápas na WrestleManii 40 který vyhrál a stal se tak novým World Heavyweight šampionem. Tento titul ale pár minut po výhře díky CM Punkovi prohrál, když do ringu přišel Damian Priest a uplatnil svůj Money in the Bank kufřík.
Na Money in the Bank 2024 vyhrál Drew svůj první MITB kufřík. O pár momentů později na té samé show při zápase Seth Rollins vs. Damian Priest o World Heavyweight Championship začala hrát McIntyrova hudba a uplatnil svůj MITB kufřík aby sám sebe přidal do výše zmíněného zápasu, ze kterého se v tu chvíli stal triple-threat zápas. Po tom co měl Drew zápas téměř ''v kapse'' vyběhl ze zákulisí CM Punk a na McIntyra zaútočil, připravil ho tak o vítězství. Tento zápas později vyhrál Damian Priest a obhájil tak svůj titul. Krátce po této show byl frustrovaný McIntyre suspendován když zaútočil na post-show panelu na generálního manažera SmackDownu Adama Pearce.

## Úspěchy a ocenění
- British Championship Wrestling:
  - BCW Heavyweight Championship (2krát)
- Evolve
  - Evolve Championship (1krát)
  - Evolve Tag Team Championship (2krát)
  - Open the Freedom Gate Championship (1krát)
- Florida Championship Wrestling:
  - FCW Florida Heavyweight Championship (1krát)
  - FCW Florida Tag Team Championship (2krát)
- Insane Championship Wrestling:
  - ICW Heavyweight Championship (2krát)
  - uvedení do Síně slávy (2018)
- Irish Whip Wrestling:
  - IWW International Heavyweight Championship (1krát)
- Outback Championship Wrestling
  - OCW World Heavyweight Championship (1krát)Drew McIntyre
- Pro Wrestling Illustrated:

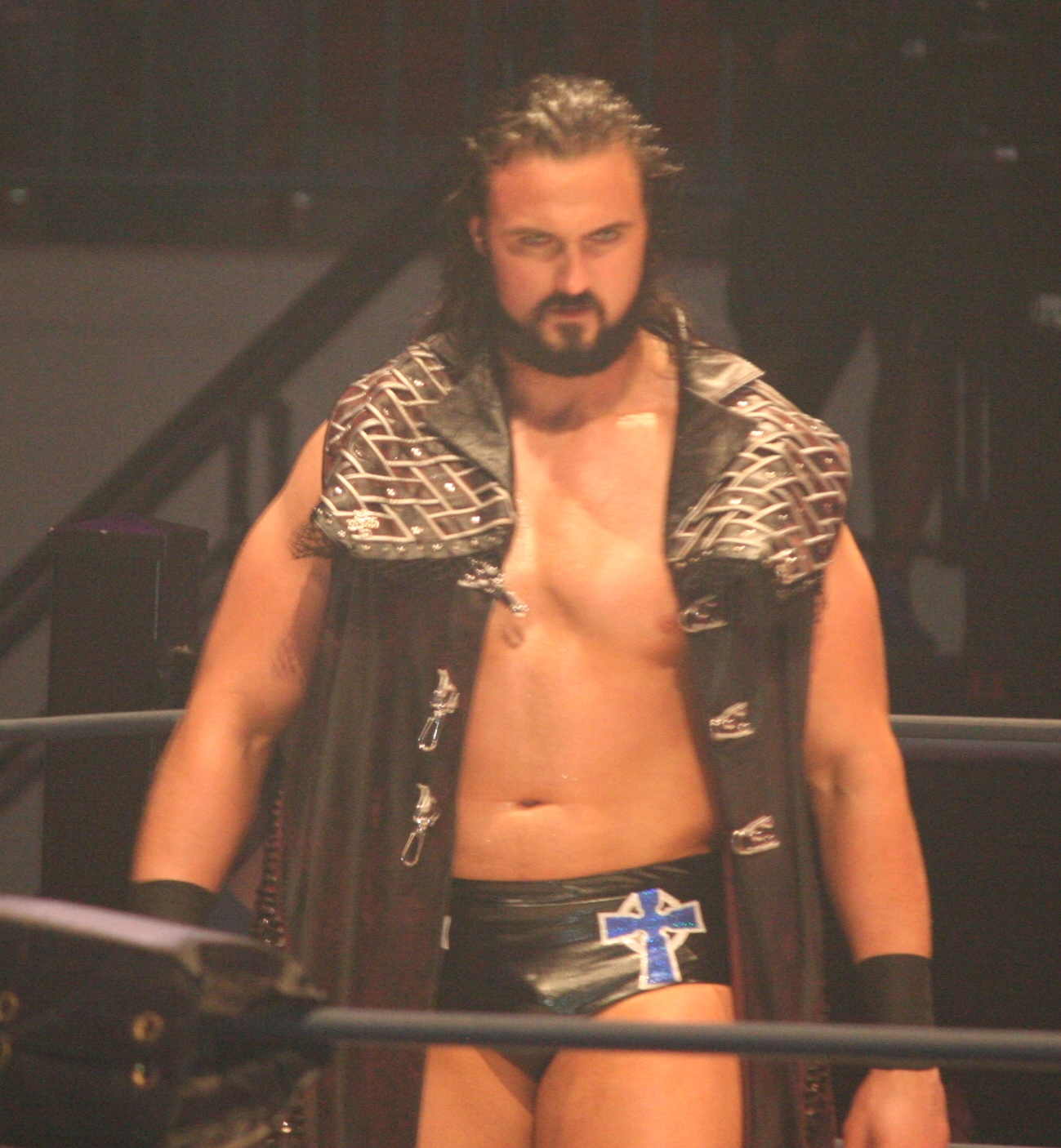
Drew McIntyre

  - PWI jej zařadila jako #11 v žebříčku PWI 500 v roce 2016
- Scottish Wrestling Alliance
  - Scottish Heavyweight Championship (1krát)

- Total Nonstop Action Wrestling
  - TNA World Heavyweight Championship (1krát)
  - Feast or Fired (2016)
  - Impact Grand Championship (1krát)

- Union of European Wrestling Alliances
  - European Heavyweight Championship (1krát)

- WhatCulture Pro Wrestling
  - WCPW World Championship (1x)

- World Wrestling Entertainment:
  - World Heavyweight Championship (1krát)
  - WWE Intercontinental Championship (1krát)
  - WWE Tag Team Championship (2krát)
  - NXT Championship (1krát)
  - WWE Championship (2krát)
  - Royal Rumble (2020)

## Ve wrestlingu
- Zakončovací chvat
  - Future Shock DDT
  - Reverse STO
  - Claymore Kick
- Signature chvaty
  - Big Boot
  - Fireman's carry gutbuster
- Přezdívky
  - "The Chosen One"
  - "The Insane Phenom"
  - "The Captain"
  - "The Scottish Dragon"
  - "The Scottish Terminator"
- Hudba při vstupu do ringu
  - "Broken Dreams" od Shaman's Harvest
  - "More than One Man" od Jima Johnstona (součástí 3MB)
  - "Wish It Away" od Psyko Dalek (TNA a Indy společnosti)